# Lista das maiores áreas metropolitanas da África
Esta é uma lista das maiores áreas metropolitanas da África.
| Rank | Cidade central         | País                           | Área Administrativa Os números mais recentes do Censo autoridade nacional  | Aglomeração (2007; UN WUP) | Aglomeração (01-01-2009; citypopulation.de) |
| ---- | ---------------------- | ------------------------------ | -------------------------------------------------------------------------- | -------------------------- | ------------------------------------------- |
| 1    | Cairo                  | Egito                          | 7,786,640 (2006) Governorate                                               | 11,893,000                 | 14,800,000                                  |
| 2    | Lagos                  | Nigéria                        | 7,937,932 (2006) As 16 áreas de governo local características de Lagos     | 9,466,000                  | 11,400,000                                  |
| 3    | Quinxassa              | República Democrática do Congo | 5,528,000 (1998) Província                                                 | 7,843,000                  | 8,600,000                                   |
| 4    | Joanesburgo-Ekurhuleni | África do Sul                  | 3,888,180 (2007) Município metropolitano                                   | 3,435,000                  | 7,350,000                                   |
| 5    | Cartum-Ondurmã         | Sudão                          | 2,919,773 (1993) As três principais cidades da aglomeração Cartum          | 4,754,000                  | 5,650,000                                   |
| 6    | Alexandria             | Egito                          | 4,110,015 (2006) Governorate                                               | 4,165,000                  | 4,500,000                                   |
| 7    | Argel                  | Argélia                        | 2,947,461 (2008) Wilaya                                                    | 3,354,000                  | 4,375,000                                   |
| 8    | Abidjã                 | Costa do Marfim                | 4,210,200 (2002) Departamento                                              | 3,802,000                  | 4,350,000                                   |
| 9    | Casablanca             | Marrocos                       | 3,631,061 (2004) Região                                                    | 3,181,000                  | 3,975,000                                   |
| 10   | Cidade do Cabo         | África do Sul                  | 3,497,097 (2007) Município metropolitano                                   | 3,215,000                  | 3,675,000                                   |
| 11   | Durban                 | África do Sul                  | 3,468,086 (2007) Município metropolitano                                   | 2,729,000                  | 3,575,000                                   |
| 12   | Acra                   | Gana                           | 1,659,136 (2000) Distrito (Accra Área metropolitana)                       | 2,121,000                  | 3,475,000                                   |
| 13   | Nairóbi                | Quênia                         | 2,845,353 (2006) Província                                                 | 3,010,000                  | 3,350,000                                   |
| 14   | Ibadã                  | Nigéria                        | 1,338,659 (2006) As cinco áreas de governo local características de Ibadan | 2,628,000                  | 3,300,000                                   |
| 15   | Cano                   | Nigéria                        | 2,153,225 (2006) As seis áreas de governo local características de Kano    | 3,140,000                  | 3,250,000                                   |
| 16   | Dar es Salaam          | Tanzânia                       | 2,487,288 (2002) Mkoa                                                      | 2,930,000                  | 3,125,000                                   |
| 17   | Adis Abeba             | Etiópia                        | 2,738,248 (2007) Astedader                                                 | 3,100,000                  | 3,025,000                                   |
| 18   | Luanda                 | Angola                         | 1,823,282 (2002) Provincia                                                 | 4,000,000                  | 3,000,000                                   |
| 19   | Dacar                  | Senegal                        | 2,452,656 (2005) Região                                                    | 2,604,000                  | 2,625,000                                   |
| 20   | Pretória               | África do Sul                  | 2,345,908 (2007) Município metropolitano                                   | 1,338,000                  | 2,450,000                                   |
| 21   | Tunis                  | Tunísia                        | 989,000 (2006) Wilaya                                                      | Not listed                 | 2,300,000                                   |
| 22   | Harare                 | Zimbabwe                       | 1,903,510 (2002) Província                                                 | 1,572,000                  | 2,250,000                                   |
| 23   | Duala                  | Camarões                       | 1,514,978 (2001) Wouri departamento                                        | 1,906,000                  | 2,100,000                                   |
| 24   | Campala                | Uganda                         | 1,337,900 (2005) Distrito                                                  | 1,420,000                  | 1,900,000                                   |
| 25   | Maputo                 | Moçambique                     | 1,099,102 (2007) Província-nível cidade                                    | 1,446,000                  | 1,870,000                                   |
| 26   | Rabat                  | Marrocos                       | 627,932 (2004) Prefeitura                                                  | 1,705,000                  | 1,850,000                                   |
| 27   | Antananarivo           | Madagáscar                     |                                                                            | 1,697,000                  | 1,820,000                                   |
| 28   | Bamaco                 | Mali                           | 1,215,335 (2005) Distrito                                                  | 1,494,000                  | 1,800,000                                   |
| 29   | Lusaca                 | Zâmbia                         | 1,084,703 (2000) Distrito                                                  | 1,328,000                  | 1,780,000                                   |
| 30   | Iaundé                 | Camarões                       | 1,248,235 (2001) Mfoundi departamento                                      | 1,611,000                  | 1,690,000                                   |
| 31   | Conacri                | Guiné                          | 1,092,936 (1996) Região                                                    | 1,494,000                  | 1,650,000                                   |
| 32   | Caduna                 | Nigéria                        | 760,084 (2006) As duas Áreas de governo local de Kaduna                    | 1,442,000                  | 1,630,000                                   |
| 33   | Cumasi                 | Gana                           | 1,171,311 (2000) Distrito (Kumasi Área Metropolitana)                      | 1,646,000                  | 1,580,000                                   |
| 34   | Abuja                  | Nigéria                        | 1,405,201 (2006) Território da Capital Federal                             | 1,576,000                  | Not listed                                  |
| 35   | Lubumbaxi              | República Democrática do Congo |                                                                            | 1,352,000                  | 1,510,000                                   |
| 36   | Buchimaie              | República Democrática do Congo |                                                                            | 1,295,000                  | 1,470,000                                   |
| 37   | Mogadíscio             | Somália                        |                                                                            | 1,100,000                  | 1,460,000                                   |
| 38   | Brazavile              | República do Congo             | 1,174,005 (2005) Província-nível cidade                                    | 1,355,000                  | 1,380,000                                   |
| 39   | Uagadugu               | Burquina Fasso                 | 1,475,223 (2006) Município                                                 | Not listed                 | 1,360,000                                   |
| 40   | Orã                    | Argélia                        | 634,112 (1998) Comuna                                                      | 798,000                    | 1,290,000                                   |
| 41   | Cidade do Benim        | Nigéria                        |                                                                            | 1,190,000                  | 1,210,000                                   |
| 42   | Porto Harcourt         | Nigéria                        | 541,116 (2006) Área de governo local                                       | 1,020,000                  | 1,210,000                                   |
| 43   | Bengazi                | Líbia                          | 685,367 (2005) Município                                                   | 1,180,000                  | Not listed                                  |
| 44   | Freetown               | Serra Leoa                     | 947,122 (2004) Área Ocidental província                                    | 827,000                    | 1,160,000                                   |
| 45   | Cotonu                 | Benim                          | 665,100 (2002) Comuna                                                      | 762,000                    | 1,120,000                                   |
| 46   | Monróvia               | Libéria                        | 1,010,970 (2008) Município                                                 | 1,041,000                  | 1,090,000                                   |
| 47   | Fez                    | Marrocos                       | 977,946 (2004) Prefeitura                                                  | 1,002,000                  | 1,080,000                                   |
| 48   | Vereeniging            | África do Sul                  | 800,819 (2007) Distrito municipal                                          | 1,074,000                  | Not listed                                  |
| 49   | Maiduguri              | Nigéria                        | 521,492 (2006) Área de governo local                                       | 896,000                    | 1,070,000                                   |
| 50   | Porto Elizabeth        | África do Sul                  | 1,050,930 (2007) Município metropolitano (Nelson Mandela Bay)              | 1,021,000                  | 1,060,000                                   |
| 51   | Tripoli                | Líbia                          | 911,643 (2005) Município                                                   | 2,189,000                  | 1,030,000                                   |
| 52   | Zaria                  | Nigéria                        | 408,198 (2006) Área de governo local                                       | 889,000                    | 1,010,000                                   |